# Scotocyma albinotata
Scotocyma albinotata är en fjärilsart som beskrevs av Walker 1866. Scotocyma albinotata ingår i släktet Scotocyma och familjen mätare. Inga underarter finns listade.